# Réo

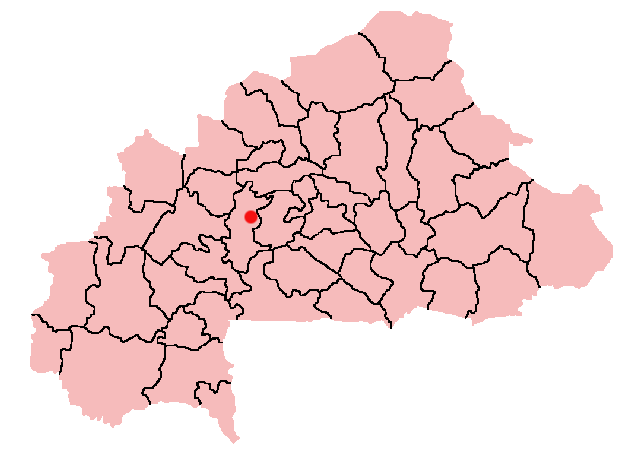
Réos läge i Burkina Faso.

Réo är en stad och kommun i centrala Burkina Faso och är administrativ huvudort för provinsen Sanguié. Staden hade 28 446 invånare vid folkräkningen 2006, med totalt 61 960 invånare i hela kommunen.